# Przelot alpejski

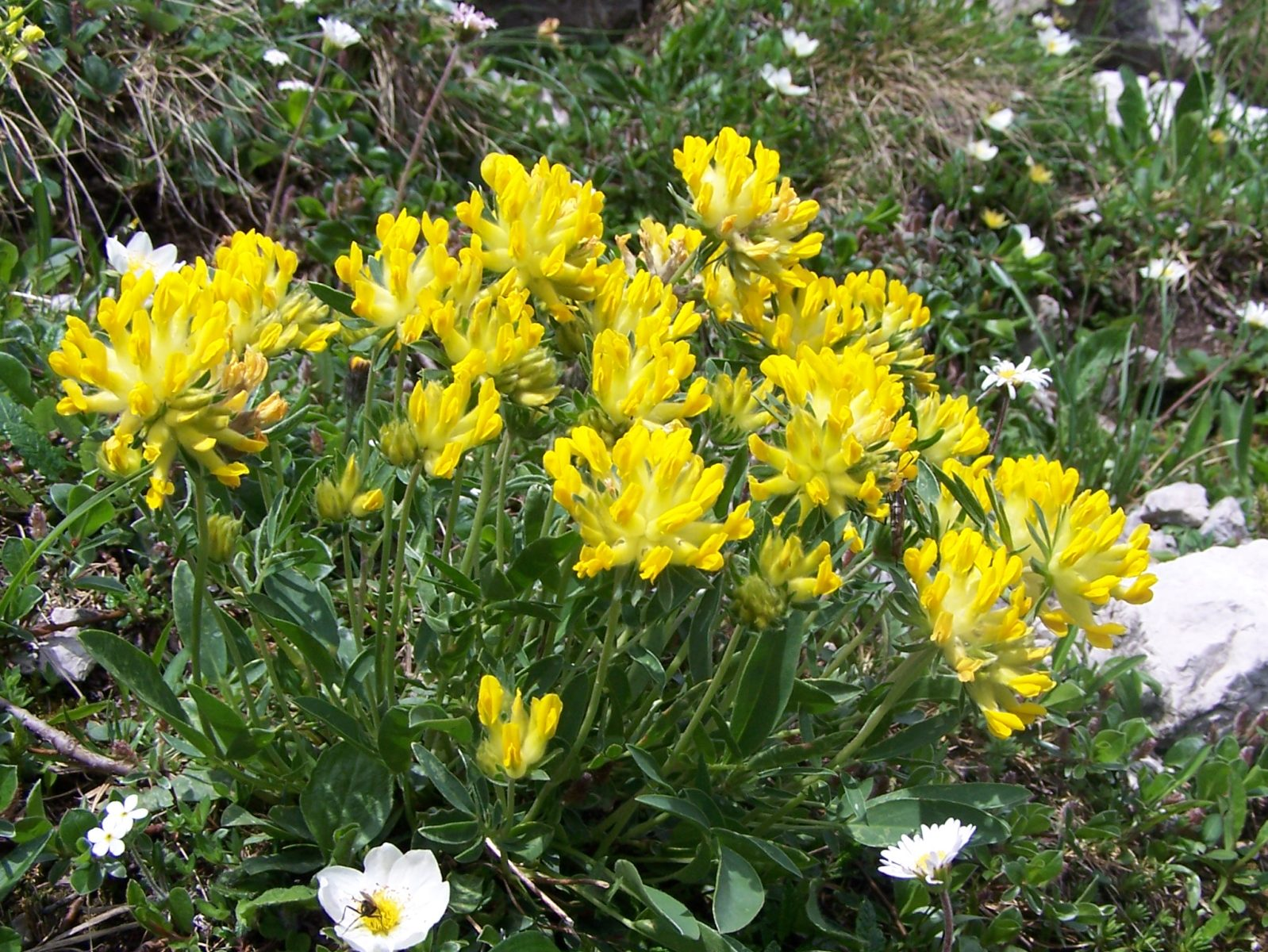

Przelot alpejski – w zależności od ujęcia systematycznego gatunek (Anthyllis alpestris (Schult.) Kit.) lub podgatunek (Anthyllis vulneraria subsp. alpestris (Kit.) Asch. & Graebn.) rośliny wieloletniej należący do rodziny bobowatych. Występuje na Półwyspie Bałkańskim, w Alpach i Karpatach. W Polsce wyłącznie w Tatrach (roślina tatrzańska). Jest tu rośliną dość pospolitą.

## Morfologia
ŁodygaWzniesiona, prosta, o wysokości 10–30 cm. Cała jest przylegająco, delikatnie owłosiona. Tylko w dolnej części posiada 1–3 liście, górą jest bezlistna.
LiścieLiczne liście odziomkowe tworzące różyczkę. Liście są nieparzysto-pierzaste z dużym listkiem szczytowym. Czasami odziomkowe liście składają się tylko z listka szczytowego.
KwiatyMotylkowe, złocistożółtej barwy, tworzące dużą główkę na szczycie łodygi. Kwiaty wyrastają na bardzo krótkich szypułkach. Mają rozdęty i owłosiony kielich o długości 13–16 mm, który po przekwitnięciu staje się brudnoszary. Korona o długości 16–20 mm z żagielkiem o długości 8–9 mm, słupek otoczony 10 pręcikami zrośniętymi w rurkę.
OwocStrąk zawierający jedno tylko nasiono i znajdujący się wewnątrz kielicha.

## Biologia i ekologia

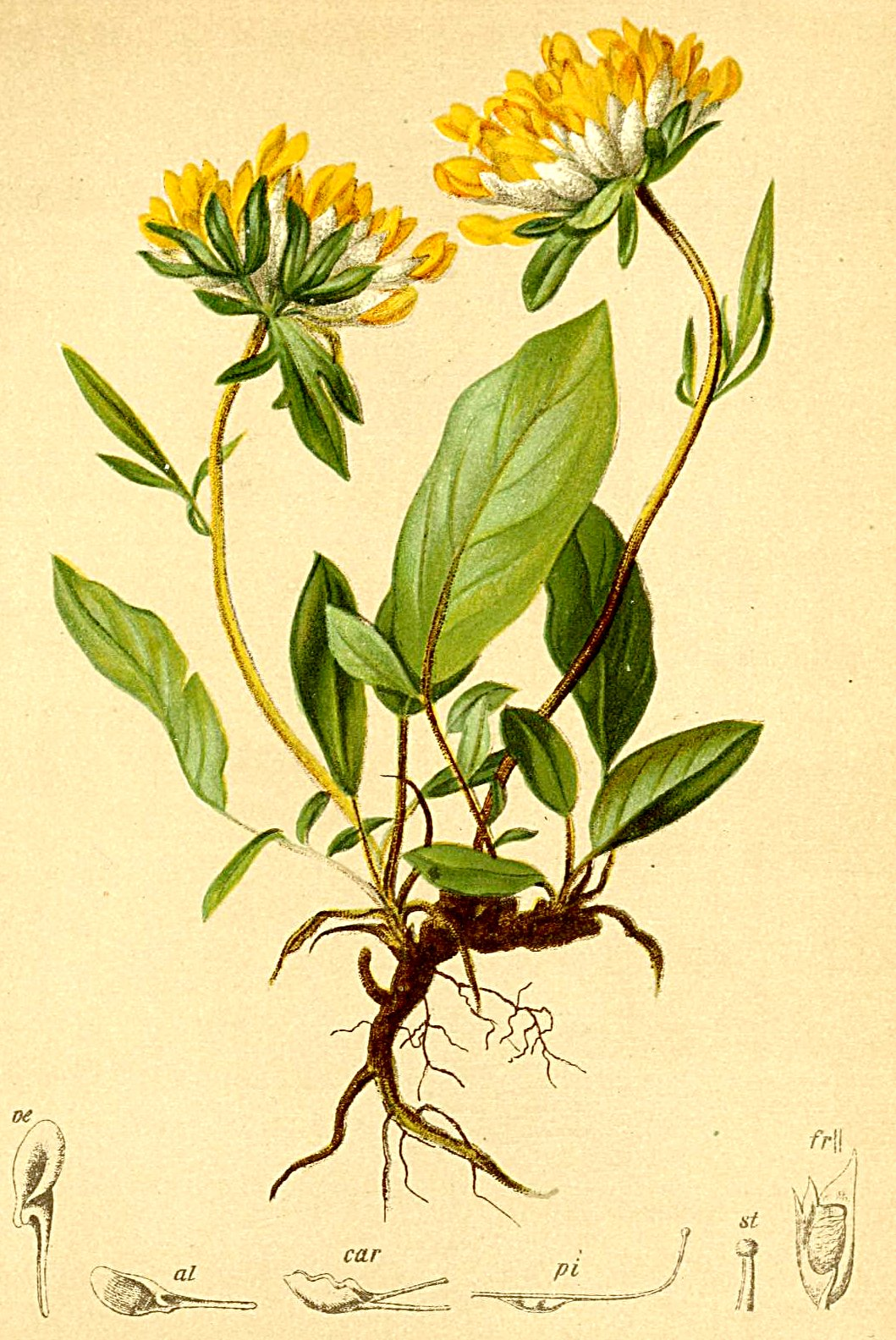
Morfologia

- Bylina, hemikryptofit. Kwitnie od czerwca do sierpnia[7].
- Siedlisko: porasta hale, skały, upłazy i naskalne murawy. Występuje na wapiennym podłożu (roślina wapieniolubna). Rośnie po piętro halne, z głównym centrum występowania w reglu górnym i piętrze kosówki[6].
- W klasyfikacji zbiorowisk roślinnych gatunek charakterystyczny dla Ass. Carici sempervirentis-Festucetum tatrae[8].
- Roślina trująca: Ma lekkie własności trujące[7].